# Kawasaki OH-1
Kawasaki OH-1 je ozbrojený lehký pozorovací vrtulník vyvinutý japonskou společností Kawasaki Aerospace Company (součást koncernu Kawasaki Heavy Industries) pro Japonské pozemní síly sebeobrany. Je to první vrtulník vyvinutý japonským průmyslem. Byl koncipován pro operace v hornatém přírodním prostředí Japonska. Často je přezdíván Ninja. Vrtulník byl vyvinut jako náhrada amerického typu OH-6D, kvůli nedostatku financí však byl postaven v příliš malém počtu.

## Vývoj

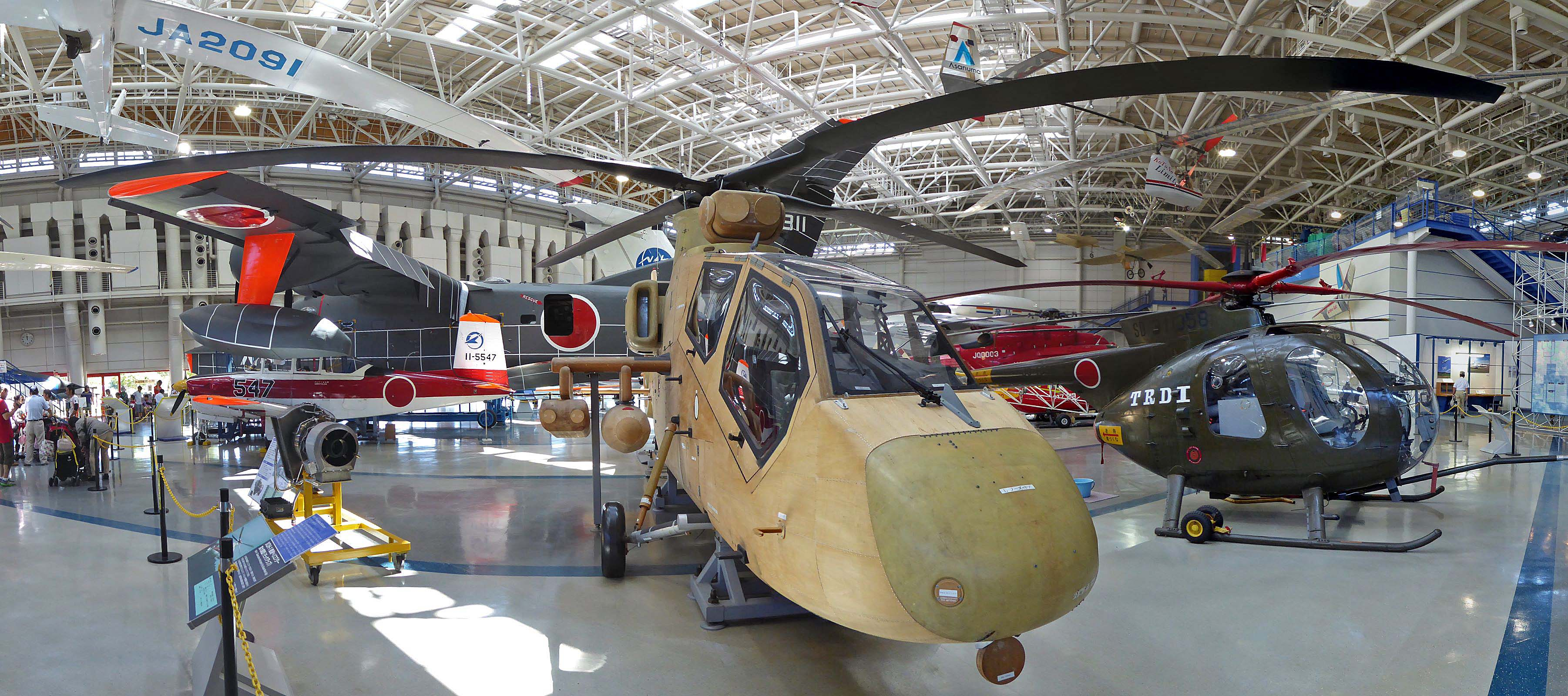
Maketa XOH-1

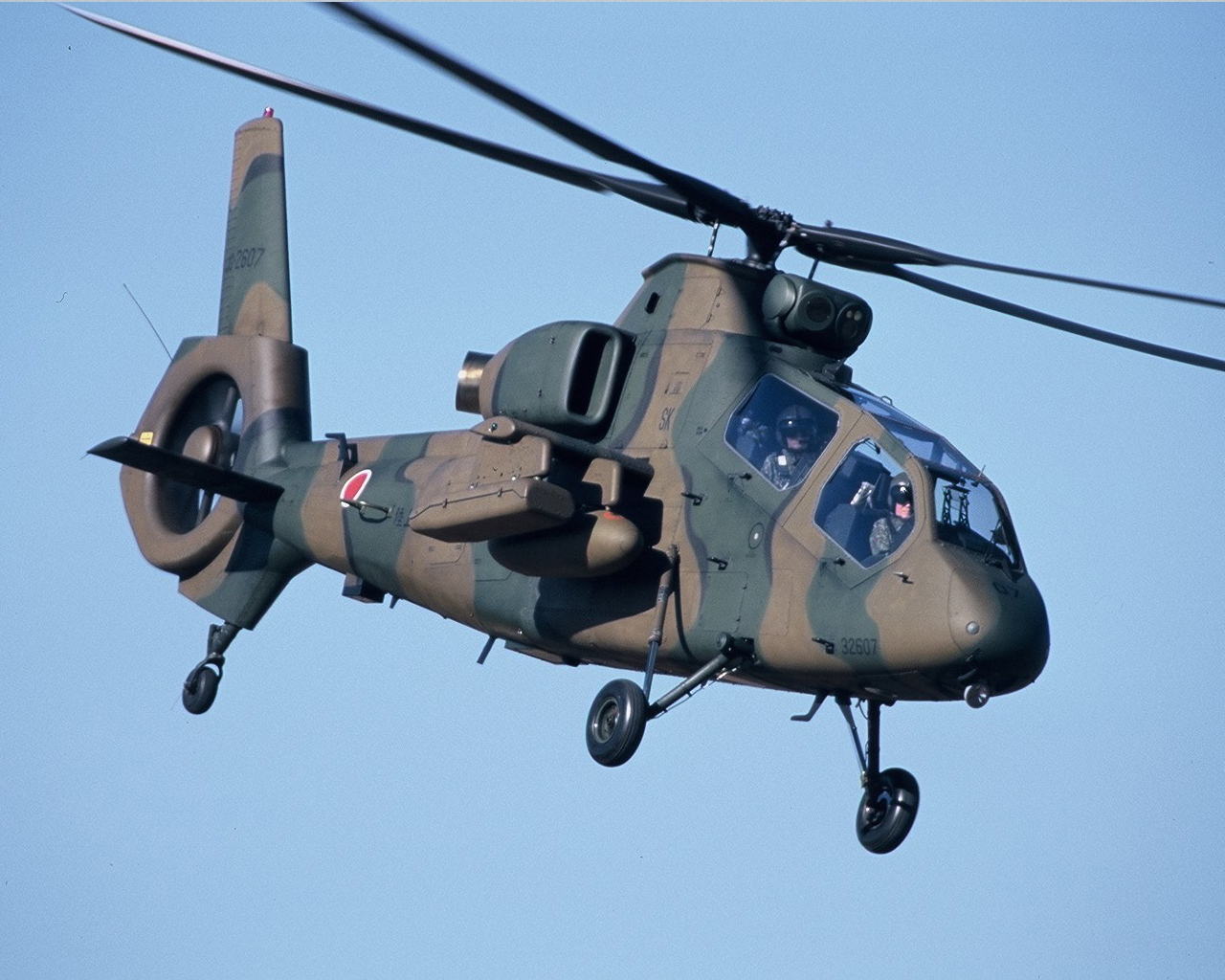
OH-1 za letu

Vývoj vrtulníku, provizorně označeného OH-X, byl ve finančním roce 1992 zadán konstrukčnímu týmu OHET (Observation Helicopter Team) tvořenému společnostmi Kawasaki (60%), Fuji (20%) a Mitsubishi (20%). Cílem bylo získat náhradu licenčně vyráběného typu OH-6D. V září 1994 byla dokončena technologická maketa, která byla veřejnosti představena pod označením Kogata Kansoku. Na konci roku 1996 program dostal definitivní označení OH-1. V letech 1996-1997 byly postaveny celkem čtyři letové prototypy a dva další pro pozemní testy. První prototyp byl dokončen v květnu 1996 a poprvé vzlétl 6. srpna 1996. První sériový OH-1 byl japonské armádě předán v lednu 2000. Japonsko původně chtělo zakoupit 180–200 vrtulníků OH-1 (amerických OH-6D měla armáda téměř 300 kusů). Kvůli rozpočtovým škrtům však bylo do března 2012 dodáno pouhých 34 sériových strojů. Zvažovaný vývoj zvětšené bitevní verze OH-1Kai (AH-X) nepřekročil fázi studií. Japonské bitevní vrtulníky AH-1S Cobra tak nahradily vrtulníky AH-64D Apache Longbow.

## Popis
Jedná se o dvoumotorový dvoumístný vrtulník, který svou koncepcí připomíná bitevní typy (napr. Eurocopter Tiger). Dvoumístná posádka sedí v tandemové kabině, která se chráněna pancéřováním. Využívá skleněný kokpit s průhledovým displejem, více multifunkčními displeji a ovládáním HOTAS. V konstrukci vrtulníku jsou široce využity kompozitní materiály. Pohonný systém tvoří dva turbohřídelové motory Mitsubishi TS1-1QT (662 kW) s digitálním ovládáním FADEC. Ty pohání Kompozitní kompozitní čtyřlistý hlavní rotor a vyrovnávací fenestron. Dvojice pomocných křídel o třímetrovém rozpětí nese čtyři závěsníky pro různé druhy výzbroje (protitankové střely Toshiba Type 91, protiletadlové řízené střely, bloky neřízených střel, kanónové kontejnery, na vnitřních závěsnících též přídavné palivové nádrže). Jejich nosnost je 132 kg. K jejímu zaměřování slouží nad kabinou umístěný senzorový blok, nesoucí systém FLIR (od Fujitsu), TV kameru a laserový značkovač s dálkoměrem. Vrtulník je vybaven pevným podvozkem.

## Specifikace (OH-1)

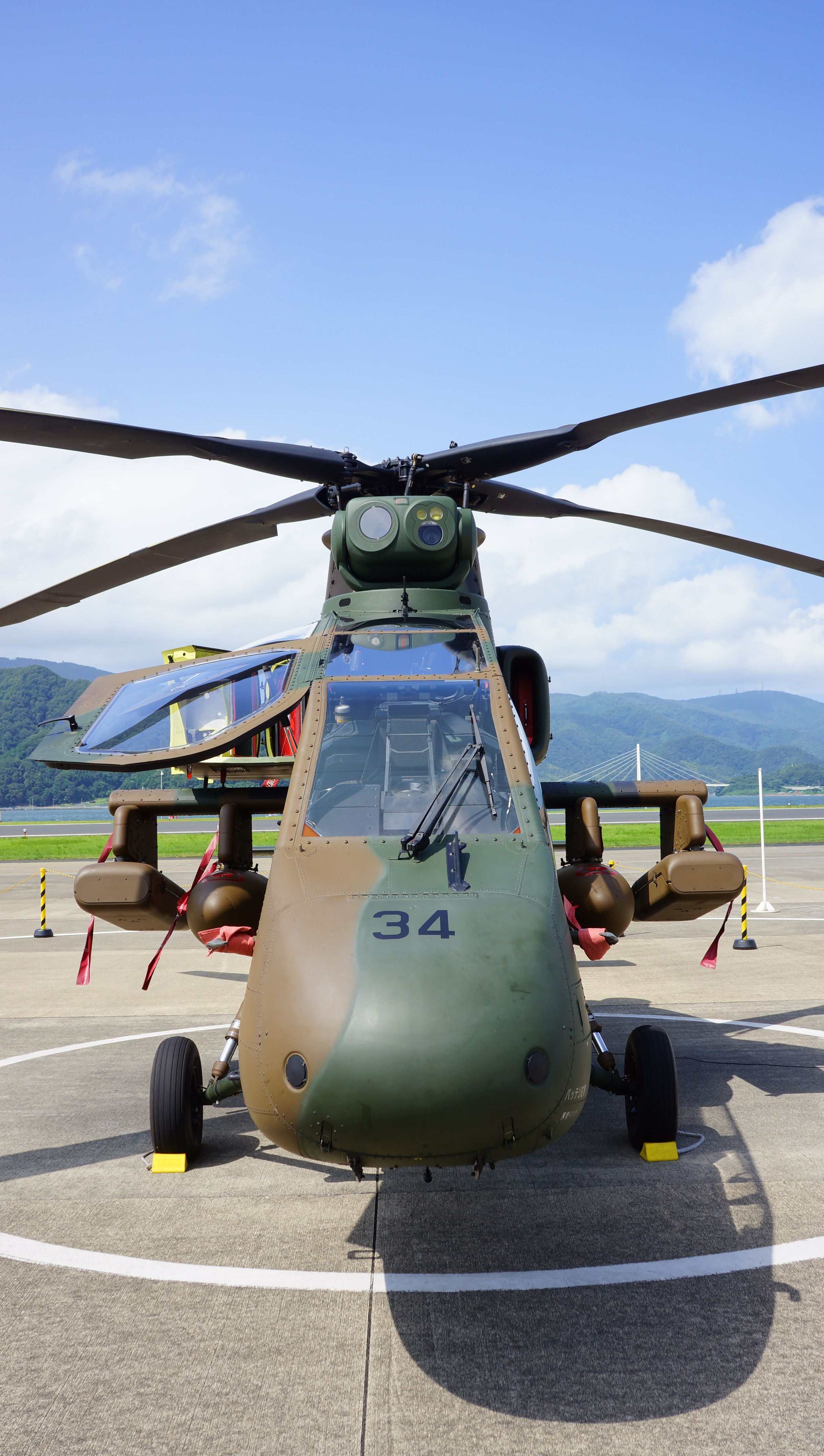
Čelní pohled na OH-1

Údaje podle

### Technické údaje
- Posádka: 2
- Průměr nosného rotoru: 11,6 m
- Délka: 13,4 m
- Výška: 3,8 m
- Hmotnost prázdného stroje: 2450 kg[4]
- Vzletová hmotnost: 3550 kg[4]
- Max. vzletová hmotnost: 4000 kg
- Pohonná jednotka: 2 ×turbohřídelový motor Mitsubishi TS1-10QT
- Výkon pohonné jednotky: 662 kW

### Výkony
- Cestovní rychlost: 220 km/h
- Maximální rychlost: 270 km/h (u země)
- Dolet: 200 km (bojový), 550 km (přeletový)
- Dostup: 16 010 stop